# Thienemannimyia fusciceps
Thienemannimyia fusciceps är en tvåvingeart som först beskrevs av Edwards 1929.  Thienemannimyia fusciceps ingår i släktet Thienemannimyia och familjen fjädermyggor. Arten är reproducerande i Sverige. Inga underarter finns listade i Catalogue of Life.